# 謝法臣·拿馬
謝法臣·安德烈斯·拿馬·索利斯（西班牙語：Jefferson Andrés Lerma Solís；1994年10月25日—），是一名哥倫比亞職業足球員，現時效力英超球會水晶宫及哥倫比亞國家足球隊。司職中場。

## 球會生涯
拿馬於哥倫比亞埃爾塞里托出生，他為烏拉的青訓球員。於2013年1月提升至一線隊後，拿馬於3月首次為球隊上陣，對手為米倫拿列奧，最終雙方以0比0言和。在他職業生涯的首季，球隊以第13名完成賽季，拿馬上陣了20場比賽。2014年2月6日，拿馬於主勝福塔雷薩3比1的比賽中梅開二度；而他職業生涯的首球為烏拉的第1000個入球。
2015年8月13日，拿馬被外借至西班牙甲組足球聯賽球會萊萬特，為期1年。他於客和拉斯帕尔马斯0比0的比賽中後備入替納比爾·吉拉斯，首次為新球隊上陣。
2015年12月7日，拿馬於客和愛斯賓奴1比1的比賽中，攻入轉會後首個入球。為球隊上陣25場比賽後，拿馬以60萬歐元的價錢正式轉會，與球隊簽約4年。

## 國家隊生涯
2018年6月，拿馬被列入哥倫比亞隊參加2018年國際足協世界盃的大軍名單。

## 生涯統計

### 國家隊上陣次數
截至2018年7月3日
| 哥倫比亞國家足球隊 | 哥倫比亞國家足球隊 | 哥倫比亞國家足球隊 |
| 年份               | 出場               | 入球               |
| ------------------ | ------------------ | ------------------ |
| 2017               | 2                  | 0                  |
| 2018               | 7                  | 0                  |
| 總計               | 9                  | 0                  |

## 荣誉
萊萬特
- 西班牙足球乙級聯賽冠軍：2016–17

水晶宫
- 英格兰足总杯冠軍：2024–25[12]
- 英格蘭社區盾冠軍：2025[13]

## 外部連結
- 謝法臣·拿馬在BDFutbol中的档案
- Soccerway資料庫：謝法臣·拿馬